# Egresi ciszterci monostor
Az Egresi ciszterci monostort 1179-ben III. Béla király alapította. A monostor a Magyarországra a 12. században betelepedett cisztercita rendű monostorok egyike, melynek első lakói egyenesen a franciaországi Pontignyből jöttek be. A szerzetesek beköltözködésük után azonnal megkapták Egres falut.
II. András király a monostor templomát átalakíttatta és várfalakkal vétette körül. Mikor 1232-ben II. András király felesége, a francia származású Jolánta királyné meghalt, az egresi templom kriptájába temették el. 1235 november havában II. András holttestét is oda helyezték, Jolánta koporsója mellé.
1241 nyarán a tatárjáráskor a várszerűleg megerősített monostort, ahova a környékbeli nemesek is menekültek a tatárok megtámadták és rövid ostrom után elfoglalták azt. Az oda menekülteket kardélre hányták és a templomot kirabolták, csak a szerzeteseknek kegyelmeztek meg. A tatárpusztítás után visszatérő szerzetesek csakhamar hozzáláttak az elpusztult monostor és templom helyreállításához.
1247-ben már állt az új monostor; melyet a következő évtizedekben az apátok hatalmas bástyákkal erősítettek meg. IV. László király uralkodása alatt már jelentékeny erőd volt, a király családi is ide szállíttatta kincseit és a Szent Koronát is, és őrizetét Bölényfő Andrásra bízta. 1280 nyarán Oldamúr kunjai elpusztították Csanád vármegye déli részét és megtámadták az egresi monostor erődítményeit is. IV. László király e hírre személyesen vezetett hadat Egres felmentésére; de a kunok értesülve a királyi sereg közeledtéről, abbahagyták az ostromot és Hódtava felé húzódtak vissza, ahol vereséget szenvedtek.
1494. június 2-án Kinizsi Pál is itt töltött némi időt, innen keltezte egyik levelét is. 1500-ban II. Ulászló király az országgyűlés határozatával és a pápa beleegyezésével az egresi monostor és apátság birtokait Csáki Miklós csanádi püspöknek adományozta, erre a ciszterciták a monostort elhagyták.
1536-ban írt munkájában Oláh Miklós Egresről, mint nevezetes helységről emlékezett meg, azonban a monostorról már nem tett említést. 1541-ben Petrovics Péter temesi főispán Egrest elfoglalva, szerb őrséget helyezett bele.

## Külső hivatkozások
- Bósz Egyed: Az egresi ciszterci apátság története. Művelődéstörténeti értekezések (49). Stephaneum, Budapest. (1911).